# (32816) 1991 PP1
1991 PP1 (asteroide 32816) é um asteroide da cintura principal. Possui uma excentricidade de 0.21939560 e uma inclinação de 0.86632º.
Este asteroide foi descoberto no dia 2 de agosto de 1991 por Eric Walter Elst em La Silla.